# Il papiro spezzato
Il papiro spezzato (Murder at the Feast of Rejoicing) è un libro scritto da Lynda Suzanne Robinson, ed è il terzo romanzo della serie incentrata sulle indagini del principe Meren (di preciso Le indagini del principe Meren alla corte di Tutankhamon). È uscito negli Stati Uniti nel 1996, e in Italia nel 2003 tramite la TEA.
Come i due precedenti, anche questo volume è ambientato nell'anno quinto del regno di Tutankhamon.

## Trama
Desideroso di un po' di pace e tranquillità, Meren si riunisce alle figlie adottive Bener e Isis, e viene a sapere che la loro zia Idut ha organizzato una festa di giubilo che si svolgerà a Baht, dove abita Meren. Alla festa presenzieranno praticamente tutti i membri della famiglia, dai fratellastri Ra e Sennefer ad Anhai, moglie di quest'ultimo, ai prozii Nebetta ed Hepu; sarà assente suo cugino Ebana, ma parteciperà anche uno scriba di nome Wah, corteggiatore di Idut e già amministratore al servizio della defunta regina Nefertiti. La festa è però una pessima prospettiva per Meren, che ama la discrezione e non vuole che essa interferisca con il trasferimento delle salme e il viaggio del Faraone Tutankhamon verso la Valle dei Re, dove quest'ultimo intende visitare in segreto la sepoltura di suo fratello Akhenaten: seguendo il suo consiglio, il figliastro Kysen e i suoi aurighi hanno infatti estratto la salma di Akhenaten dalla sua tomba ad Akhetaton per farla seppellire insieme alla sua famiglia nella Valle dei Re, ritenuta un luogo sicuro. Furioso per il fatto che la sorella ha organizzato la festa nonostante il suo divieto, e conoscendo l'arroganza e la litigiosità della maggior parte dei suoi parenti, Meren tenta di convincere Idut a mandare via tutti gli invitati, minacciando di farlo lui stesso in caso contrario; non riuscendoci, si comporta malavoglia da bravo ospite sopportando le angherie dei parenti, soprattutto di Nebetta e di Hepu, che tentano di farlo risposare, e udendo tra l'altro un alterco tra Betanta e Anhai.
Per sua fortuna, il figliastro Kysen interviene e lo accompagna alla Valle dei Re dove si trova Tutankhamon: questi racconta ai due la morte di Nefertari, la quale morì avvelenata, ma non prima di aver sperimentato terribili visioni e convulsioni durante la sua agonia. Di ritorno a Baht, però, Meren scopre da Sennefer che sua moglie è scomparsa; subito dopo il fattore Kansa annuncia che in un granaio è stato trovato un cadavere, che si rivela quello di Anhai: non solo però sembra che stia semplicemente dormendo, ma non presenta alcun segno di aggressione, ferita o magia. Durante l'esame del corpo, Meren stacca inavvertitamente un pezzo di papiro dal braccialetto della donna. Kysen tenta invece di intrattenere tutti gli invitati il più diplomaticamente possibile, mentre Sennefer si ubriaca, sconvolto com'è dalla morte della moglie nonostante il loro disaccordo reciproco, ma ritiene che ella abbia lasciato la festa durante uno dei trattati di Hepu, quando gli ospiti hanno iniziato ad andarsene. Bener intende partecipare alle indagini in quanto aveva sentito anche lei il litigio di Anhai e Betanta, che parlavano di un uomo, un dovere e qualcosa da restituire, e Meren, seppur controvoglia, le affida l'incarico di aiutare Kysen a trattenere i parenti. Il principe interroga poi Ra, il quale sarebbe andato al villaggio di Palma Verde con i suoi amici durante il trattato di Hepu, e poi Betanta. Ma all'improvviso si odono delle urla da parte di Sennefer, che si scopre essere stato avvelenato dal tekau, il liquore di melagrana, e muore prima del tramonto; i sospetti ricadono su Ra, che aveva motivi di vendicarsi in quanto anche lui voleva sposare Anhai, e su Betanta, che aveva servito a Sennefer il tekau.
Meren fa dunque esaminare i pestelli e i mortai a Nebamon, il medico di famiglia, ma non viene trovata alcuna traccia del tekau. Il mattino seguente, dopo il trasporto delle salme di Anhai e Sennefer al tempio di Anubi, Meren raggiunge il villaggio di Palma Verde, dove vi è stato il nobile Nakht, e vi interroga una sua preferita di nome Tabes, la meretrice Aset e la loro amica Sheftu, la quale ha imparato dalla nonna il mestiere di erborista; Meren esamina quindi i preparati dall'anziana e prende da Sheftu un mazzetto di foglie e fiori di tekau. Sospettando ora che Ra abbia ucciso Sennefer, in quanto avrebbe unito le foglie di tekau per il suo veleno, e che Betanta ne sia stata complice in quanto fu lei a servirlo, Meren interroga dunque quest'ultima. Ella gli confessa che il motivo del litigio con Anhai era una lettera firmata da Djet: in essa viene infatti spiegato che egli era in contrasto con Betanta perché non solo lei, ma anche lui amava suo cugino Meren, in termini di amore vero e proprio; Betanta è stata invero ingravidata da Djet nella loro relazione, avvenuta dopo che Meren era uscito dal carcere di Akhenaten. Betanta e Anhai avevano litigato perché quest'ultima, servendosi della lettera contro l'altra, le aveva chiesto di persuadere Sennefer a darle la separazione e la sua fortuna, e in cambio le avrebbe dato il suo papiro, altrimenti lo avrebbe dato a Meren, provocando così uno scandalo conseguente all'adulterio. Meren si accorge che il pezzo di papiro appartiene proprio alla lettera di Djed e lo attribuisce a Betanta, accusandola di aver ucciso Anhai, ma questa gli dice che Sennefer, ubriacatosi, le aveva confessato di aver ucciso lui Anhai scambiandola per un ladro, o probabilmente per Ra, conoscendo i loro rapporti.
Poco dopo, sul bastimento Ali di Horo, Kysen conclude che Sennefer avrebbe ucciso Anhai, colpendola al petto di punta con uno dei pestelli esaminati da Meren. Rimane però la morte di Sennefer stesso, di cui sono sospettati Hepu per follia e Ra per vendetta se lui avesse davvero ucciso Anhai, e resta sempre Betanta. Meren medita dunque un tranello per incastrare Ra, facendogli assaggiare ignaro delle bacche di tekau, ma Ra non le ingoia e poi convince Meren della sua innocenza. Al tempio di Anubi, Kysen, lo scriba Nento e alcuni aurighi vegliano intanto sulle salme reali, ma d'un tratto si trovano a inseguire una spia, che viene poi divorata da un coccodrillo. Nento si giustifica che durante la sua fuga egli si era scontrato con l'uomo, che era caduto in acqua; Kysen ricollega la spia a Palma Verde e torna da Meren, non prima di aver catturato anche il principe Paser, che si trovava in giro.
Meren scopre però che Ra è sparito, e che Simut e Bener (quest'ultima già incaricata di spiare i parenti di Meren) stanno inseguendo un fuggiasco, che i parenti credono sia Ra. Meren, Kysen e Bener inseguono il fuggiasco, che si rivela essere Wah e uccide Paser colpendolo con violenza e gettandolo nel fiume; il trio lo cattura e lo interroga, anche perché Meren e Anhai servivano Nefertiti, la Grande Sposa Reale. Meren non aveva considerato di confrontare l'avvelenamento di Sennefer con altri simili, in particolare quello di Nefertiti, poiché non sospettava nulla della sua morte essendo avvenuta anni prima e in un periodo di pestilenza; ma seppur quello di lei si era compiuto in alcuni giorni mentre quello di Sennefer in poche ore, entrambi hanno manifestato gli stessi sintomi di visioni, pelle secca e convulsioni prima di spirare. Anhai, la quale non sopportava il ricordo dell'agonia della regina, commetteva l'errore di parlare spesso con Sennefer nei confronti di Wah e della morte di Nefertiti; udito questo, lo scriba, che aveva nascosto meticolosamente il suo segreto per tanto tempo, intendeva ucciderli entrambi perché temeva che potessero minacciarlo o costringerlo a pagare il suo silenzio; non sapeva però che in realtà Sennefer non sapeva nulla, altrimenti avrebbe svelato qualunque cosa a Meren, di cui si fidava. Meren conclude che Wah aveva approfittato della confusione causata dalla morte di Anhai per avvelenare Sennefer prima che potesse minacciarlo, per poi fare in modo che Meren incolpasse Betanta o Nakht, piano che sarebbe andato in porto se non lo avesse insospettito la comparsa del suo complice Paser, che credeva fosse impegnato in qualche missione segreta per conto del visir Ay o del generale Horemheb. Capendo che entrambe le morti di Sennefer e Nefertiti sarebbero collegate, Meren esige dunque di sapere chi incaricato Wah di uccidere la regina; lo scriba però scappa via in preda al panico, salvo poi venire trafitto dal giavellotto di Reia, auriga di Meren.
Finito tutto, il principe si accorda con Kysen per trattare entrambe le morti di Paser e Wah come morti accidentali, quella di Anhai come omicidio involontario e quella di Sennefer come suicidio per rimorso, e tacere della morte di Nefertiti onde da evitare disastri. Dopo aver raccontato la propria versione dei fatti alla famiglia e averne affidato i membri sopravvissuti alle cure di Isis e Bener, Meren viene convocato alla corte del Faraone, e vi trova Ra, vivo e vegeto, che era stato a Palma Verde per dimostrare la sua innocenza; Meren gli chiede dunque perdono, che lui accetta sardonicamente, mentre si dimostra assolutamente riluttante a chiedere scusa a Betanta. Da solo in compagnia di Kysen, il principe investigatore pianifica dunque una festa per rilassarsi meglio e dimenticare per un po' la storia di Nefertiti.

## Personaggi
- Meren: protagonista della serie al servizio di Tutankhamon.
- Tutankhamon: giovane Faraone d'Egitto.
- Kysen: figlio adottivo di Meren.
- Beren: la maggiore delle figlie adottive di Meren, è testarda, ma anche coraggiosa.
- Isis: la minore delle figlie adottive di Meren, è irriverente e poco rispettosa, al contrario della sorella minore.
- Idut: sorella di Meren, sarà lei ad organizzare la festa di giubilio. Ha un figlio, Imset.
- Anhai: cugina adottiva di Meren, e moglie di Sennefer. È descritta con una miriade di amanti e la lingua di uno scorpione; è sterile, ma ciò nonostante desidera avere figli.
- Sennefer: fratello adottivo di Meren, figlio di Hepu e Nebetta e marito di Anhai. Marito e moglie vanno molto poco d'accordo.
- Ra: zio di Bener e Isis in quanto fratellastro di Meren, è molto insolente, vizioso, indisciplinato e irresponsabile, e le interessa Anhai, anche se lui è già sposato.
- Hepu: prozio di Isis e Bener. Stando a Meren, era solito terrorizzare i suoi figli Sennefer e Djet.
- Nebetta: prozia di Bener e Isis. Meren odia moglie e marito in quanto avevano portato alla morte Djet, loro stesso figlio e cugino di Meren, umiliandolo al punto da portarlo a togliersi la vita.
- Cherit: zia di Meren, nei confronti del quale è piuttosto comprensiva.
- Wah: corteggiatore di Betanta, è uno scriba che già è stato al servizio di Nefertiti insieme ad Anhai. Parla a vanvera e si impiccia sempre dove non dovrebbe farlo.
- Nebamon: medico di Meren.
- Ebana: cugino di Meren e Gran Sacerdote di Amon. Viene solo citato in un capitolo, e non appare mai fisicamente nel libro.
- Reia e Iry: sono due aurighi di Meren.
- Zar: anziano servo di Meren.
- Antekofer: discende da una stirpe di mercanti siriani. Ha una moglie, Nofru, e tre figli maschi e una femmina.
- Nu: Nipote di Herya (la nutrice di Meren) e apprendista scriba del maestro Kasa.
- Kansa: fattore al servizio di Meren.
- Paser: principe reale, sostiene il principe Wunefer, che vuole soppiantare Ay come consigliere del Faraone.
- Nakht: altro principe del re.
- Nentowaref: chiamato semplicemente Nento, è il coppiere del re e scriba del tesoro reale, già servitore di Amunhotep III. È molto codardo e superstizioso.
- Djet: figlio di Hepu e Nebetta, era condizionato dall'amore platonico che provava per suo cugino Meren. Ebbe una relazione con Betanta dopo che Ay liberò Meren, e avrebbe dato a lei e al loro bambino dell'oro, ma poco dopo fu umiliato dai suoi stessi genitori al punto da suicidarsi.

## Edizioni
- Lynda S. Robinson, Il papiro spezzato, traduzione di Alessandro Zabini, n. 1045, TEA DUE, Milano, TEA, 21 febbraio 2003,  p. 238, ISBN 978-88-502-0311-6.